# Riccardo Belluta
Riccardo Belluta (Messina, 28 marzo 1962) è un giocatore di biliardo italiano.
Riccardo Belluta, soprannominato ”l'esteta”,giocatore dotato di grande tecnica, elegante nel gioco ma profittevole nel risultato, creando delle soluzioni che spesso colpiscono per l'imprevedibilità della scelta. Messinese di nascita ma milanese di adozione.
È stato l'allievo preferito di Ruggero Crotti.
Tra i piazzamenti di rilievo, ci sono un 2º posto ai mondiali del 1992, un 3º posto ai mondiali del 1989.

## Riconoscimenti
A dicembre 2014 è premiato dal Presidente Andrea Mancino e dal Presidente del Comitato FIBiS Lombardia Stefano Gibertoni assieme ai giocatori: Attilio Sessa, Fabrizio Borroni, Ulisse Calzi, Antonio Girardi, Salvatore Mannone, Paolo Marcolin, Giampiero Rosanna e Marco Sala. 
Tutti premiati con la prestigiosa medaglia del centenario CONI, alla presenza del Presidente del CONI Giovanni Malagò e del Presidente della Regione Lombardia Roberto Maroni. Medaglia 100 anni CONI.

## Palmarès
I principali risultati
- 1985 Campionato italiano 1ª categoria 5 birilli (Salice Terme)
- 1991 Campionato italiano Masters 5 birilli (Sansepolcro)
- 1992 Campionato Europeo 5 birilli (Sabadell)
- 1999 Campionato italiano Aics 5 birilli (Altavilla Vicentina)
- 2006 Campionato italiano Aics 5 birilli (Altavilla Vicentina)
- 2008 Campionato italiano a Squadre con la Lazio Biliardo (Saint Vincent)
- 2011 Gran premio goriziana di S.Vincent
- 2012 Campionato italiano categoria Nazionali (Saint Vincent)
- 2017 Campionato Europeo 5 birilli a squadre (Brandeburgo)

## BTP
Vittorie complessive nel circuito 
- Stagione 2003/2004 (Varese)
- Stagione 2007/2008 (Avellino)
- Stagione 2009/2010 (Salerno)
- Stagione 2009/2010 (Milano)